# Atractoceros
Atractoceros is een geslacht van vlinders van de familie van de Brachodidae.

## Soorten
- Atractoceros xanthoprocta (Meyrick, 1914)